# 小行星2714
小行星2714（2714 Matti）是一颗围绕太阳公转的小行星。1938年4月5日，海基·阿利科斯基在图尔库发现了此天体。
該小行星以阿利科斯基的兒子馬蒂·阿利科斯基（Matti Alikoski）命名。
这颗小行星的绝对星等为144.33761等。